# Fabio Cifariello Ciardi
Fabio Cifariello Ciardi (Roma, 15 agosto 1960) è un compositore italiano di musica contemporanea strumentale ed elettroacustica.

## Biografia
Proviene da una nota famiglia di artisti: il nonno Filippo scultore, il padre Antonio attore, la madre Patrizia Della Rovere attrice e conduttrice televisiva. 
Si dedica alla musica strumentale, a quella elettroacustica e alla creazione di opere multimediali. Di recente si interessa, in particolare, alla trascrizione strumentale degli andamenti finanziari e delle inflessioni e dei ritmi della voce parlata. 
Dopo gli studi di musicologia, composizione e musica elettronica si è perfezionato con Franco Donatoni all'Accademia Nazionale di Santa Cecilia e con Tristan Murail e Philippe Manoury all'Institut de Recherche et Coordination Acoustique/Musique di Parigi. Le  sue composizioni sono edite da Rai Trade, Edipan, Rugginenti, Erreffe. Insegna Composizione presso il Conservatorio di Perugia. In ambito musicologico ha collaborato con l'IRTEM - Istituto di Ricerca per il Teatro Musicale di Roma, con la rivista Suono Sud e con la RAI Radio Tre. Dal 2010 fa parte della redazione di Analitica, rivista online di studi musicali.
Ha ricevuto commissioni da Biennale di Venezia, Fondazione I Teatri di Reggio Emilia, Ravenna Festival, Fondazione Palazzo Strozzi, Agon -Centro Armando Gentilucci, Fondazione S. Cecilia di Portogruaro, Comune di Trento, Orchestra Haydn, Orchestra Sinfonica di Sanremo, Orchestra Milano Classica, Orchestra di Roma e del Lazio, Institut für Neue Musik di Friburgo, Università di Singapore, EMS - Stockholm Electronic Music Studio, IMEB Bourges (Francia).
Ha ricevuto diversi premi musicali in concorsi nazionali e internazionali, fra i quali si citano:
- Ennio Porrino, 1989, Cagliari
- L. Russolo, 1992, Varese
- MusicaNova, 1993, Praga
- ICMC CD-selection, 1993, Tokyo
- Olympia, 1993, Atene
- Spectri Sonori, 1993, Tulane (USA)
- XXV Concours International de Musique Electroacoustique, 1998, Bourges
- V.Bucchi, 1999, Roma
- ICMC selection, 2000, Berlino
- Premio Nuova Musica - 39º Concorso Internazionale di Canto Corale C.A.Seghizzi, 2000, Gorizia
- VideoEvento d'Arte, 2000, Torino
- ISCM selection, 2002, Göteborg
- HK.5 Rimusicazioni Film Festival, 2003

## Opere Principali
- XVIII sulla Bolgia dei Ruffiani nell'Inferno di Dante per quartetto d'archi (2020)
- Povero Napoleone per voce di tenore e pianoforte (2020)
- Background checks per voce registrata, video e orchestra (2019)
- Little Studies on background checks per violoncello, voce registrata e video (2019)
- Cupio Dissolvi  per 8 contrabbassi (2017)
- La Corazzata Potemkin (composizione collettiva con Edison Studio) live cinema per l’omonimo film di Sergej Michajlovič Ėjzenštejn (2017)
- Riforma per 9 strumenti, voci registrate ed elettronica (2016)
- Blackmail Project (composizione collettiva con Edison Studio) live cinema per Blackmail di Alfred Hitchcock (2016)
- Araba fenice per  flauto, clarinetto, violino, viola, violoncello, pianoforte, percussioni (2015-2018)
- Voci Vicine Passione in 4 quadri per giornalista narrante, video, ensemble ed elettronica (2014)
- Nasdaq Match 03 per flauto, clarinetto, violoncello, percussioni e sMax toolkit (2012)
- Pre per violino, clarinetto, pianoforte (2012)
- I Luoghi Comuni Non Sono Segnati Sulle Carte (composizione collettiva con Edison Studio) per 4 strumenti, 10 voci registrate e live electronics su testo di Marco Martinelli da “Canzone dei Luoghi Comuni” (2012)
- Piccolo Cantico per S. Rocco  per organo (2011)
- Nasdaq Match 02 concerto per pianoforte  e sMax toolkit (2010)
- Nasdaq Match 01 per flauto, clarinetto, percussioni e sMax toolkit (2010)
- Tre Piccoli Studi sul Potere per flauto, clarinetto, violoncello e video sincronizzato (2010)
- Appunti per amanti Simultanei I per trombone, ensemble di intonarumori ed elettronica (2009)
- Pause una bagattella per pianoforte tra la 109 e la 110 (2009)
- Inferno (composizione collettiva con Edison Studio) live cinema per l'omonimo film di Francesco Bertolini e Adolfo Padovan (2008)
- Questi Fantasmi azione scenica per quattro strumentisti, direttore e oggetti di scena (2008)
- A BID match installazione audiovideo per internet, software, video projection &sound (2008)
- Ra per otto strumenti (2007)
- Cara P per voce femminile, 4 intonarumori, una radio, una sedia ed elettronica (2007)
- Ab per nove strumenti (2007)
- Ankaa per clarinetto e orchestra (2006)
- Un po' per gioco un po' per non morire divertimento per flauto in sol e voce narrante su testo di Pier Luigi Berdondini (2006)
- S'è desta? dedicato all'Italia per sei pianoforti (2005)
- NASDAQ Voices Installazione audio-video in tempo reale (2005)
- Occhi a maggio melologo scenico per voce narrante e 5 strumenti (2004)
- The Sound of Nasdaq dai mercati azionari al suono attraverso il web (2003)
- Limens Liminie per voci registrate ed elettronica (2003)
- Das Cabinet Des Dr. Caligari (composizione collettiva con Edison Studio) live cinema per l'omonimo film di R.Wiene (2003)
- Tracce III per sax basso (2002)
- Coplas per voce recitante, soprano, violino, violoncello, arpa e percussioni (2002)
- Trame per orchestra (2002)
- Altri Passaggi per due zarb, due daf ed elettronica (2001)
- Gli ultimi giorni di Pompei (2001) (composizione collettiva con Edison Studio) live cinema per l'omonimo film di Eleuterio Ridolfi
- Tracce IIIb per cl. basso e live electronics (2001)
- Piccolo Cantico per coro misto a cappella (2000)
- Games IV per suoni di contrabbasso ed elettronica per l’omonimo video di Silvia Di Domenico e Giulio Latini (2000)
- Pa(e/s)saggi per viola, live electronics e nastro multitraccia (2000)
- Distrazioni per voce sola (1999)
- Polyphonies/memories per clarinetto (1999)
- Tracce III per corno di bassetto (1999)
- Canto di Festa per voce recitante, fl, cl, pf, percuss., vno, vla, vc (1999)
- Frans van Mieris per fagotto e voce recitante (1999)
- Scaenae Intimae per chitarra e nastro magnetico (1998)
- Altri Richiami per fagotto e trombone (1998)
- Prime danze per sax, trbn, pf e quartetto d'archi (1998)
- Richiami & contese per flauto e trombone (1998)
- Richiami per flauto e corno (1997)
- Mirrorshades II per orchestra (1996)
- Tracce IV per voce femminile (1996)
- Tracce III (Eine Gage) per cl. basso (1995)
- Games per cb, nastro magnetico e live elect. (1995)
- Mirrorshades per orchestra (1992)
- Tracce II  per fagotto (1992)
- Finzioni  per vn.o e nastro magnetico (1991)
- Altre Tracce  per clarinetto (1991)
- Concertino  per chitarra e orchestra da camera (1991)
- Breaking In  per v.no, v.la, vc. e pf. (1990)
- Metagramma  per fl., ob., cl., 2 perc., pf., 2 v.ni, v.la, vc., cb. (1990)
- Buleria a Tre  per chitarra (1990)
- Ricetta  per soprano e clavicembalo (1989)
- Atto Unico  per quint. di fiati (1989)
- Lysla  per pianoforte (1985)
- Punti da un secondo  per nastro magnetico (1983)
- Erao per flauto (1982)

## Discografia
- Fabio Cifariello Ciardi (disco monografico): Tracce Giochi Finzioni, interpreti vari Edipan (CD PAN 3064) 1999
- Fabio Cifariello Ciardi (in Edison Studio - Zarbing): Altri Passaggi, Mahammad Ghavi Helm, zarb, daf, CNI - La Frontiera - RAI Trade (RTP0090)
- Fabio Cifariello Ciardi (in Computer Art Festival 1986-1996): Finzioni, Stefano Antonello, violino, RivoAlto (CRR 9610) 1998
- Fabio Cifariello Ciardi (in Musica Futurista 5. W Russolo): Cara P, Maria Chiara Pavone, voce Cramps Music 2010
- La Corazzata Potemkin (con Edison Studio) colonna sonora dell'omonimo film di Sergej Michajlovič Ėjzenštejn
- Das Cabinet des Dr. Caligari (con Edison Studio) colonna sonora dell'omonimo film di R.Wiene
- Inferno (con Edison Studio) colonna sonora dell'omonimo film di  Francesco Bertolini, Adolfo Padovan, Giuseppe De Liguoro